# Nagyboldogasszony-templom (Hosztót)
Hosztót Nagyboldogasszonynak szentelt római katolikus temploma a falu házaitól kissé elkülönülten a Templomdombon áll. A Veszprémi főegyházmegyéhez tartozik, a zalaszegvári plébánia filiáléja. Az épület műemléki védettség alatt áll, törzsszáma 4349, azonosítószáma 9906.

## Története
A hosztóti templom a középkorban anyaegyház volt. 1333-35-ben Tamás nevű papja 30 széles dénárnyi pápai tizedet fizetett be. A korábbi román templom helyén feltehetően a 14. század elején emeltettek gótikus épületet a falu kegyurai, a Hosszútótiak. Ismert nevű plébánosai 1241-ból Balázs, 1461-ből Bálint (aki még 1501-ben is szolgálta híveit), valamint az egyházváltás előtti utolsó katolikus pap, István 1550-ből. Első írásos említése 1455. február 1-ről származik; egy budai keltezésű oklevélben Marczali Miklós vajda fia a szomszédos Nyavalád (ma Zalaerdőd) nevű pusztáját a hosszútóti (Hozwthoth) egyház Szent János-oltárának adományozta. Eszerint a középkori templomot Keresztelő Szt. Jánosnak szentelték.
1561-ben Hosszútóti István a török portyázók miatt palánkot húzatott az épület köré. Ő azonban röviddel később felesége miatt lutheránus vallásra tért ár, amit a falunak és a templomnak is követnie kellett. Az áttérésre 1566-ban került sor. A falu ezután elnéptelenedett. 1733-ban a szomszédos Szegvár filiáléja volt, már ismét katolikusként.
1737-ben katolikus német telepesek érkeztek a faluba, számukra az akkori földesúr, Kelczi Ádám helyre kívánta állítani a romos állapotú templomot. Ő azonban 1739-ben meghalt, így utódja, Bakó Farkas hozatta rendbe az épületet barokk stílusban. A felszentelés 1742-ben Szűz Mária mennybemenetelének tiszteletére történt. 1746-ban így írták le az épületet: újra boltozott szentélye és sekrestyéje van. Kívül és belül újonnan van festve és meszelve. Tetőzete fazsindellyel fedett. A templom homlokzata előtt jól kiképzett és boltozattal erősített torony áll, amelyben 130 font (73 kg) súlyú harang függ. A szentélyben levő oltár lábazata téglából készült. Az oltáron Szűz Mária fából faragott szobra áll, karján a gyermek Jézussal, aki kezében keresztet és chartát (irattekercset) tart. Jól és megfelelően kiképzett téglából és kőből épült a szöszék. A fából épített karzatot faoszlopok tartják. A templomot a Boldogságos Szűz felmagasztalásának tiszteletére szentelték.
1835. október 1-jén tűz ütött ki a templomban, a berendezése részben elégett. Két harangját Győrben öntötték újra 1836-ban. Az első világháborúban leszerelték és beolvasztották őket. 1924-ben Amerikába kivándorolt hosztótiak 70 dollárt küldtek új harangok vásárlására. A harangok Sopronban készültek, a következő évben szentelték fel őket; egyúttal a templomot is felújították, zsindelytetejét palával cserélték fel. 1930-ban a pécsi Angster orgonagyárostól 3000 pengőért felújított orgonát vásároltak.

## Az épület
Az egyhajós templom gótikus szentélye keletre néz. Hajója barokk, egyetlen nyugati, homlokzati tornya gúlasisakot visel. Északi oldalán sekrestye található. A hajót és a szentélyt kívül támpillérek tagolják; az előbbi északi oldalán egy, a délin három támpillér és három ablak látható. Az ablakok eredetileg mind csúcsívesek voltak, de egy felújítás során a középsőt megnagyobbították és félköríves záródást kapott. A szentély alacsonyabb a hajónál és négy támpillér támogatja.
A hajó északnyugati és délnyugati tetősarkait kis gömbbel koronázott kőgúla díszíti. A 19. századi torony klasszicista stílusú, három párkány tagolja, és gúla alakú toronysisak zárja le. A torony aljában a bejáratot az eredeti 18. századi faajtó zárja. A bejárat fölött háromszögletű timpanonutánzat, afölött széles keretű, kissé ívelt záródású ablak látható. A toronyban három 1925-ös harang függ, két nagyobb és egy kis lélekharang.
A szentély 14. századi, keresztboltozatú, a hatszög három oldalával záródik. Boltozatának zárókövén a megfeszített Jézus és két női alak látható. A szentélynél valamivel szélesebb hajó barokk-kori boltozatát három oszlop tagolja. Az 1999-es felújításkor a szentélyben vakolat alatt kőbe karcolt feliratra bukkantak: „GREGORIUS /…EGH / 1605 die janu 26” és „BALASIUS V / FEIOR V G /1615”. Eredetük ismeretlen, egy bizonyos Feior Mihály jobbágyot ismerünk egy 1620-as szerződésből.
A barokk oltárkép Szűz Mária mennybemenetelét ábrázolja, alkotója nem ismert. A faoltár és a prédikálóállvány 1994-ben készült. Az oltár jobb oldalán Jézus szíve-szobor látható. Bal oldalán a Gyulai Gaálok szegvári kápolnájából idehozott barokk Szt. Flórián-szobor állt, de azt 1998-ban egy betörés során ellopták. A templomi padok 1742-ből ből valók. A hajó jobb falán nagy barokk kereszt és aranyozott fakorpusz függ.
A templom melletti temetőkert északnyugati részén található a Gyulai Gaál család 1770 körül épített kriptája.